# Маркировка продуктов питания
Маркировка продуктов питания (англ. food label) — информация о пищевой продукции, нанесённая в виде надписей, рисунков, знаков, символов, иных обозначений и (или) их комбинаций на потребительскую упаковку, транспортную упаковку или на иной вид носителя информации, прикрепленного к потребительской упаковке и (или) к транспортной упаковке, или помещённого в них, либо прилагаемого к ним.

## Виды маркировок на продуктах
На сегодняшний день существует следующие, наиболее распространённые системы маркировки продуктов:
1. Маркировка «светофор» (англ. traffic light rating system). Согласно ей, содержание входящих в состав продукта веществ выделяют цветом в зависимости от уровня опасности для организма человека. На этикетке указано количество содержащихся в продукте жиров, насыщенных жиров, соли и сахара, которые, в зависимости от процента присутствия в продукте, обозначены красным (высокий уровень), оранжевым (средний уровень) и зелёным (низкий уровень).
2. Маркировка GDA (пер. GDA (англ. Guideline Daily Amount) — руководство по ежедневному потреблению). Она выводит рекомендуемые дневные количества потребления существенных с точки зрения здоровья питательных веществ (например, энергию, сахара, жиры, насыщенные жирные кислоты и т. д.) и показывает, сколько потребление данного продукта даёт от рекомендуемого количества[2].
3. Маркировка пищевой продукции по ТР ТС 022/2011, принятая на территории Российской Федерации, Киргизии, Армении, Казахстана, Беларусии.

В сентябре 2015 года были опубликованы рекомендации ВОЗ с целью создания условий для улучшения здорового питания, в том числе:
- Использовать регулятивные и добровольные инструменты, такие как маркетинг, политика в области маркировки продуктов питания, экономические стимулы или сдерживающие меры (например, налогообложение, субсидии) для содействия здоровому питанию.
- Поддерживать информирование в пунктах продажи, в том числе посредством маркировки, предоставляющей точную, стандартизированную и понятную информацию о содержании питательных веществ в пищевых продуктах, в соответствии с руководящими принципами Комиссии по Кодекс Алиментариус.

## Маркировка продуктов питания в разных странах

### Великобритания
На территории Великобритании действуют те же правила по маркировке продуктов, что и в ЕС.
Всемирный Фонд Исследования Рака Великобритания (WCRF UK) уверен, что один из ключевых методов борьбы с раком — обеспечение ясности и лёгкого восприятия маркировки продуктов питания, которая помогает проинформировать потребителя и принять верное решение во время выбора продуктов. Учёные[кто?] считают, что 37 % из наиболее распространённых раковых заболеваний в Великобритании могли бы быть предотвращены при условии соблюдения правильной диеты и физической активности. Нездоровая диета ведёт к ожирению, главному фактору риска развития различных видов раковых опухолей. Пять ведущих супермаркетов в Великобритании в течение нескольких лет успешно используют маркировку «светофор» на продуктах собственных брендов. Исследование поведения покупателей показали, что эта маркировка мотивирует к изменению корзины потребителей к более полезным продуктам; помогает покупателям разобраться в % в маркировках GDA; стимулирует супермаркеты к формированию более полезного для здоровья ассортимента продуктов.
В апреле 2016 г. британские медики предложили использовать специальные графические изображения для маркировки продуктов, так как считают существующую систему информирования покупателя о калорийности продуктов и содержания в них жира, сахара и соли неэффективной для борьбы с ожирением.
Ширли Кремер (Shirley Cramer), директор британского Королевского общества охраны здоровья (Royal Society of Public Health), влиятельной неправительственной организации Соединённого Королевства, призвала внести изменения в закон о маркировке «светофор». Она считает, что гораздо более эффективным будет указывать на упаковках с продуктами время, которое понадобится для расходования калорий, содержащихся в продукте, и сопровождать такие цифры графическими изображениями разных видов физических нагрузок. Так, например, стандартная банка (330 мл) сладкой газировки содержит 138 килокалорий, и для расхода этой энергии необходимо 26 минут пройти пешком либо пробежаться на протяжении 13 мин.

##### Пример введения маркировки «светофор» в Великобритании[значимость факта?]
В 2014 году Coca-Cola Great Britain приняла решение наносить маркировку «светофор» на всю свою продукцию. Начиная с 2007 года, компания уже размещала на передней части банок и бутылок маркировку с рекомендованными количествами потребления пищевых веществ и энергии, согласно обязательствам The Coca-Cola Company обеспечить потребителей во всём мире прозрачной информацией о пищевой ценности их продукции. Джон Вудс, генеральный директор Coca-Cola в Великобритании и Ирландии, заявил: «На сегодняшний день ассортимент товаров в магазинах расширился — это отличная новость для покупателей, и мы считаем, что маркировка может помочь им сделать выбор продуктов в пользу сбалансированного питания. Мы следили за новой схемой маркировки, как только она начала появляться в магазинах, и опросили британских покупателей. Они сказали, что хотят видеть единую, постоянную схему маркировки всех продуктов питания и напитков, которая поможет им делать правильный выбор для себя и семьи. Вот почему мы решили принять её для всего ассортимента наших брендов». Данную инициативу поддержало Министерство здравоохранения Великобритании. «Я рада, что Coca-Cola в Великобритании приняла предложение правительства по нанесению добровольной маркировки на лицевую сторону упаковки товаров. Это поможет покупателям делать осознанный выбор и вести более здоровый образ жизни. Мы хотим, чтобы все предприятия предоставляли чёткую и последовательную информацию о своих продуктах и напитках», — сказала заместитель министра здравоохранения Великобритании Джейн Эллисон.

### Европейский Союз
Директивы Европейского Союза устанавливают обязательные требования и стандарты маркировки для продуктов питания.
25 октября 2011 года в Страсбурге был принят Регламент 1169. Он предполагает новые требования по нанесению информации о продукте на маркировку. Помимо указания энергетической и питательной ценности в сокращённом и расширенном виде, производитель также обязан указывать аллергены (например, глютен); декларацию о питательной ценности продукта — в сокращённом и расширенном виде, указание витаминов и минералов; составление добровольной маркировки питательной ценности на фронтальной части маркировки (маркировка «светофор», применение лучших
практик маркировки европейских производителей). Начиная с 13 декабря 2014 года, настоящий регламент вступил в действие.

### Россия

#### Нормативные акты, регламентирующие маркировку пищевых продуктов на территории Таможенного Союза и РФ
На территории Таможенного Союза маркировка пищевых продуктов регламентируется следующими нормативными актами:
- ТР ТС 022/2011 «Пищевая продукция в части её маркировки»
- ТР ТС 015/2011 «О безопасности зерна»
- ТР ТС 024/2011 «Технический регламент на масложировую продукцию»
- ТР ТС 023/2011 «Технический регламент на соковую продукцию из фруктов и овощей»»
- ТР ТС 033/2013 «О безопасности молока и молочной продукции»
- ТР ТС 034/2013 «О безопасности мяса и мясной продукции»
- ТР ТС 029/2012 «Требования безопасности пищевых добавок, ароматизаторов и технологических вспомогательных средств»
- ТР ТС 027/2012 «О безопасности отдельных видов специализированной пищевой продукции, в том числе диетического лечебного и диетического профилактического питания»
- ТР ТС 021/2011 «О безопасности пищевой продукции»
- ТР ТС 005/2011 «О безопасности упаковки»
- ТР ТС 007/2011 «О безопасности продукции, предназначенной для детей и подростков»

На территории РФ маркировка пищевых продуктов регламентируется ФЗ-29 от 02.01.2000 г. "О качестве и безопасности пищевых продуктов".

#### Особенности маркировки пищевой продукции на территории РФ
Согласно ТР ТС 022/2011 маркировка упакованной пищевой продукции должна содержать следующие сведения:
1. наименование пищевой продукции;
2. состав пищевой продукции;
3. количество пищевой продукции;
4. дата изготовления пищевой продукции;
5. срок годности пищевой продукции;
6. условия хранения пищевой продукции, которые установлены изготовителем или предусмотрены техническими регламентами Таможенного союза на отдельные виды пищевой продукции. Для пищевой продукции, качество и безопасность которой изменяется после вскрытия упаковки, защищавшей продукцию от порчи, указывают также условия хранения после вскрытия упаковки;
7. наименование и место нахождения изготовителя, или ФИО и место нахождения индивидуального предпринимателя — изготовителя пищевой продукции, или наименование и место нахождения уполномоченного изготовителем лица, или наименование и место нахождения организации-импортёра или ФИО и место нахождения индивидуального предпринимателя-импортёра;
8. рекомендации и (или) ограничения по использованию;
9. показатели пищевой ценности пищевой продукции;
10. сведения о наличии в пищевой продукции компонентов, полученных с применением ГМО;
11. единый знак обращения продукции на рынке государств — членов Таможенного союза.

Пункт 4.12 ТР ТС 022/2011 регламентирует размер шрифта для нанесения маркировки. Шрифтом высотой не менее 2 мм следует наносить наименование пищевой продукции и её количество, шрифтом высотой не менее 0,8 мм - состав, дату изготовления и срок годности, условия хранения, наименование и место нахождения изготовителя, уполномоченного лица или импортёра, рекомендации или ограничения для использования, показатели пищевой ценности для специализированной пищевой продукции.
В соответствии с ТР ТС 022/2011 указание состава пищевой продукции представляет собой перечень входящих в её состав компонентов, которые указываются в порядке убывания их массовой доли на момент производства пищевой продукции. Следует отличать указание состава пищевой продукции от указания пищевой ценности. Пищевая ценность включает следующие показатели:
1. Энергетическую ценность (калорийность).
2. Количество белков, жиров, углеводов.
3. Количество витаминов и минеральных веществ.

Количество белков, жиров, углеводов и энергетическая ценность (калорийность) пищевой продукции должны указываться в отношении белков, жиров, углеводов и энергетической ценности (калорийности), для которых такое количество в 100 граммах или 100 миллилитрах либо в одной порции пищевой продукции составляет 2 и более процента величин, отражающих среднюю суточную потребность взрослого человека в белках, жирах, углеводах и энергии.
Количество витаминов и минеральных веществ в пищевой продукции должно указываться в случае, если витамины и минеральные вещества добавлены в пищевую продукцию при её производстве. В иных случаях количество витаминов и минеральных веществ в пищевой продукции может указываться в отношении витаминов и минеральных веществ, для которых такое количество в 100 граммах или 100 миллилитрах либо в одной порции пищевой продукции составляет 5 и более процентов величин, отражающих среднюю суточную потребность взрослого человека в витаминах и минеральных веществах.
В маркировке также могут быть указаны дополнительные сведения, в том числе сведения о документе, в соответствии с которым произведена и может быть идентифицирована пищевая продукция, придуманное название пищевой продукции, товарный знак, сведения об обладателе исключительного права на товарный знак, наименование места происхождения пищевой продукции, наименование и место нахождения лицензиара, знаки систем добровольной сертификации.
Безалкогольные напитки, содержащие кофеин в количестве, превышающем 150 мг/л, и (или) лекарственные растения и их экстракты в количестве, достаточном для обеспечения тонизирующего эффекта на организм человека, должны маркироваться надписью: «Не рекомендуется употребление детьми в возрасте до 18 лет, при беременности и кормлении грудью, а также лицами, страдающим повышенной нервной возбудимостью, бессонницей, артериальной гипертензией».

#### Предпосылки для ввода системы маркировки «светофор» в России
Общенациональный опрос россиян, проведенный АНО «Национальный исследовательский центр «Здоровое питание», показал, что более 70 % читают этикетку на продуктах и хотят потреблять безопасные и качественные товары. Исследование, в котором приняло участие 1500 человек по всей стране, выявило, что россияне заинтересованы в обязательной маркировке продуктов и положительно относятся к тому, чтобы информация о составе и свойствах продукта стала более заметна и понятна. Наибольшее внимание потребителей привлекает срок годности — за ним следит почти 90 %. Второе место делят дата изготовления и состав продукта (63 %). Более трети потребителей обращают внимание на массу, объём и вес, чуть менее трети — на страну-изготовителя, торговую марку и соответствие ГОСТу. Энергетической и пищевой ценности продукта уделяют внимание более 10 % опрошенных и всего 6 % интересуются содержанием микро- и макроэлементов. Согласно исследованию, женщины интересуются маркировкой чаще мужчин: 79 и 58 % соответственно. Таким образом, почти половина российских мужчин вообще не интересуется данными на продуктах питания. Самое важное для мужчин — это срок годности продукта. Из читающих маркировку на него обращают внимание почти все (87 %). А вот пищевая ценность и содержание полезных элементов в продуктах мужчинам не важна, только 6 % смотрят на эти данные. Среди женщин пищевую ценность изучают 13 %. Опрос выявил, что 27 % респондентов, которые отрицательно ответили на вопрос о чтении этикеток, жалуются на мелкий, нечитаемый шрифт.
При проведении общенационального опроса респондентам была предложена к рассмотрению упаковка с новой маркировкой по системе «Светофор», предложенная Центром «Здоровое питание» к внедрению на территории России. 64 % опрошенных сочли маркировку удобной, а более 50 % хотят, чтобы государство обязало производителей наносить её на упаковку, более 70 % признали маркировку заметной. Около 50 % участников опроса считают, что такая маркировка будет помогать вести здоровый образ жизни (контролировать объём потребляемых жиров, калорий, соли).
За введение системы маркировки «светофор» выступает д.м.н., профессор МГУ им. М. В. Ломоносова, учредитель и глава правления АНО НИЦ «Здоровое питание» Медведев Олег Стефанович. «Маркировка «Светофор» позволит ознакомить покупателя с питательным составом, укажет процент от суточной нормы потребления и позволит с первого взгляда оценить полезность продукта благодаря цветовой шкале. На цветную графическую маркировку «Светофор» вынесены те элементы, повышенное потребление которых может принести значительный вред здоровью. Можно будет быстрее и проще увидеть, что продукт содержит повышенный процент трансжиров или много сахара. Красный цвет также привлечёт внимание тех, кто обычно не склонен внимательно читать информацию о составе», — комментирует он.

### США
27 мая 2016 года Управление по надзору за качеством продуктов питания и лекарственных средств Правительства США (англ. FDA) опубликовало окончательные правила маркировки продуктов питания в Федеральном Регистре. Все производители должны будут перейти на новую маркировку к 26 июля 2018 года. Производители с показателем продаж менее 10 млн долларов в год имеют возможность перейти на новую упаковку до 26 июля 2019 года.
Дополнительно были введены новые требования для маркировки:
1. Увеличить размер иконок «калории» (Calories), «всего порций в упаковке» (Servings per container), «рекомендуемая порция» (Serving size) и ввести жирный шрифт для обозначения количества калорий и рекомендуемых порций, чтобы наглядно обозначить эту информацию.
2. В дополнение к процентам суточной нормы, производитель обязан указать фактическое количество витамина D, кальция, железа и калия, содержащихся в продукте. Указывать количество витаминов A и B больше не требуется. Остальные витамины и минералы указываются добровольно.
3. Для объяснения термина «Процент от дневной нормы» (The % Daily Value) изменить сноску «Процент от дневной нормы показывает, сколько питательных веществ из порции поступает в ежедневный рацион человека. Используется общая рекомендация по питанию — 2000 калорий в день.»
4. Указать, сколько добавленного сахара от дневной нормы (в граммах и в процентах) присутствует в продукте.
5. Указать количество содержащихся в продукте «всего жиров» (Total Fat), «насыщенных жиров» (Saturated Fat) и «транс-жиров» (Trans Fat). Формулировку «калорий из жира» (Calories from Fat) — убрать, так как исследования показали, что вид жира, поступающий из продукта, важнее, чем его количество.
6. Если в одной упаковке содержится от одной до двух порций, то необходимо указать фактическое количество содержащихся калорий и питательных веществ в продукте, так как упаковка может быть воспринята как порция.
7. Для некоторых продуктов, упаковка которых включает в себя несколько порций, производитель должен указать информацию двух видов — калории и питательные вещества на одну порцию и в упаковке в целом.

В США летом 2014 года опубликовано исследование об эффективности существующей маркировки продуктов питания, в котором респонденты поделились своими мнениями и результатами относительно новой маркировки и пищевых привычек. Исследование проходило под руководством Министерства сельского хозяйства США, в котором были собраны данные с 2005 г. по 2010 г. В исследовании приняло участие 10 тыс. человек.
За 5 лет было отмечено существенное улучшение рациона среднестатистического американца:
- суточная калорийность снизилась на 78 калорий;
- употребление жиров упало на 3,3 %;
- в частности, употребление насыщенных жиров уменьшилось на 5,9 %;
- возросло потребление клетчатки на 7,5 %;
- количество потребляемого холестерина снизилось на 7,9 %.

Согласно результатам исследования, в 2010 году на маркировку продуктов питания обращали внимание 21 % посетителей кафе быстрого питания и 17 % посетителей ресторанов. Из них 42 % посетителей кафе быстрого питания и 55 % посетителей ресторанов использовали эту информацию при формировании заказа.
Одновременно с новой маркировкой в США запустились образовательные социальные проекты, направленные на оздоровление нации. Благодаря маркировке американцы стали меньше питаться вне дома, так как в среднем на 20 % улучшилось качество потребляемой дома пищи. Кроме того, более 3 % населения поверили в то, что теперь смогут изменить свой вес в лучшую сторону.

### Финляндия
В начале 1970-х годов Финляндия начала принимать меры по снижению потребления соли, которые, в частности, включили проведение крупных кампаний по информированию общественности. В 1993 г. было принято постановление правительства об обязательной маркировке содержания соли на продуктах питания. При этом на упаковке продуктов, содержащих особенно высокие уровни соли, также должны помещаться предупреждающие знаки (например, по принципу красного светофора). Это сопровождалось введением знака «Лучший выбор» — при поддержке Финской Ассоциации сердца, которая определила виды продуктов с низким содержанием соли.
Результаты:
- Суточное потребление соли среди женщин в Финляндии снизилось с примерно 12 г в сутки в конце 1970-х годов до всего лишь 6,5 г в сутки к 2002 г.
- Финляндия установила надежные системы мониторинга потребления соли, используя для этой цели методы «золотого стандарта».